# Talega
Talega ou Nossa Senhora da Assunção de Talega (em castelhano: Táliga) é um município da Espanha (reclamado por Portugal; ver Questão de Olivença), na comarca de Llanos de Olivenza, província de Badajoz, comunidade autónoma da Estremadura. Tem 31 km² de área e em 2021 tinha 674 habitantes (densidade: 21,7 hab./km²).

## História
A fundação de Talega remonta ao período medieval, sendo atribuída aos cavaleiros templários. Julga-se que os cavaleiros, que após a reconquista passaram a habitar o castelo de Alconchel, terão deslocado os habitantes mouros deste castelo para povoarem Talega. Em 1297, com o Tratado de Alcanizes, passa a integrar o reino de Portugal.[carece de fontes?]
No início do século XVIII, possuía cerca de 100 habitantes e diversas herdades, tais como a de Alparragena, a de Valmoreno, a de Mentilhão e a de Monte da Vinha.
Este município constituía até 1801 uma freguesia do termo de Olivença, com o nome de Nossa Senhora da Assunção de Talega (Nuestra Señora de la Asunción de Táliga). Foi ocupada por Espanha em 1801. Em 1850 consegue a segregação de Olivença e é constituída em concelho próprio.[carece de fontes?]

## Património
A sua construção de maior relevo é a igreja paroquial da Assunção, coroando a atraente praça de configuração irregular que ocupa um dos extremos da povoação. A sua arquitectura revela os traços alentejanos que a distinguem na Estremadura.[carece de fontes?]
O templo, de modestas proporções, de alvenaria caiada, cunhais de cantaria e torre de um só corpo e pouca altura que encaixa de forma não habitual na nave. Na zona superior da torre abrem-se campanários, rematados com um capitel. Na fachada apresenta portal oitocentista de desenho alentejano. No interior, uma nave única de cabeceira plana e abobado de aresta. Do lado da Epístola desenvolve-se um conjunto de capelas.[carece de fontes?]

## Demografia
| Variação demográfica do município entre 1991 e 2004 [carece de fontes?] | Variação demográfica do município entre 1991 e 2004 [carece de fontes?] | Variação demográfica do município entre 1991 e 2004 [carece de fontes?] | Variação demográfica do município entre 1991 e 2004 [carece de fontes?] |
| ----------------------------------------------------------------------- | ----------------------------------------------------------------------- | ----------------------------------------------------------------------- | ----------------------------------------------------------------------- |
| 1991                                                                    | 1996                                                                    | 2001                                                                    | 2004                                                                    |
| 736                                                                     | 773                                                                     | 738                                                                     | 712                                                                     |